# Michael Friis (bassist)
 Der er flere personer med dette navn, se Michael Friis.
Michael Friis (født 11. Juni 1950, død 23. december 2023) var en dansk basguitarist, komponist, producer, orkesterleder og skuespiller. Som bassist foretrak han at spille på en båndløs bas af mærket Mørch.
Han spillede med bl.a. Sebastian, Søren Kragh-Jacobsen, Lis Sørensen,  Lasse & Mathilde, Monrad & Rislund og Pia Raug. I perioder var han medlem af faste konstellationer, bl.a. rock-bandet Culpeper og jazz-rock orkestret Anima.
Michael Friis var endvidere aktiv i forskellige teaterprojekter, bl.a. på Betty Nansen Teatret. I de senere år satte han, som aktiv musiker i masser af sammenhænge, sit store præg på det bornholmske musik- og kulturliv bl.a. Bornholmerrevyen, og i sine "Blues Clinics" og jamsessions. Han var også formand for bestyrelsen i Musikhuzet i Rønne.

## Filmografi

### Komponist
- 1987: Dragonslayer Quark
- 1987: Merry Quarkmas
- 1987: Quark and the Mosquitos
- 1987: Quark and the Princess
- 1987: Quark and the Vikings
- 1987: Quark and the Highway Robber
- 1987: Baby Quark
- 1989: Retfærdighedens rytter
- 1995: Elsker elsker ikke
- 1999: Det der om morg'nen

### Soundtrack
- 1985: Rock for Afrika

### Skuespiller
- 1980: Sebastian & Lis Sørensen
- 1985: Rock for Afrika
- 1990: Kajs fødselsdag
- 1991: Drengene fra Sankt Petri
- 1992: Russian Pizza Blues
- 1995: Alletiders nisse
- 1999: Olsen-bandens første kup
- 1999: Det der om morg'nen
- 1995: Eleva2ren